# Winnetou: Złoto Apaczów
Winnetou: Złoto Apaczów (niem. Winnetou 1. Teil, serb.-chorw. Winnetou I, franc. Winetou 1ère époque: La révolte des apaches) – zachodnioniemiecko-jugosłowiańsko-francuski film przygodowy z 1963 roku, będący adaptacją powieści Winnetou Karla Maya.

## Fabuła
Winnetou jest młodym, szlachetnym wodzem indiańskiego plemienia Apaczów, a także świetnym tropicielem i strzelcem posługującym się srebrną strzelbą. Jego przyjacielem i towarzyszem licznych przygód jest Old Shatterhand – biały traper, z którym Winnetou zawarł przymierze krwi. Razem z nim, a także innymi niezwykłymi towarzyszami, Winnetou wyrusza na wyprawy pełne niebezpiecznych przygód.

## Obsada
- Pierre Brice – Winnetou
- Christian Wolff – Winnetou (głos)
- Lex Barker – Old Shatterhand
- Gert Günther Hoffmann – Old Shatterhand (głos)
- Marie Versini – Nszo-czi
- Ilse Pagé – Nszo-czi (głos)
- Mario Adorf – Frederick Santer
- Rainer Brandt – Frederick Santer (głos)
- Ralf Wolter – Sam Hawkens
- Walter Barnes – Bill Jones
- Arnold Marquis – Bill Jones (głos)
- Milivoje Popović-Mavid – Inczu-czuna
- Benno Hoffmann – Inczu-czuna (głos)
- Antun Nalis – barman Hicks
- Jochen Schröder – barman Hicks (głos)
- Dunja Rajter – Belle
- Ursula Heyer – Belle (głos)
- Chris Howland – lord Tuff-Tuff
- Husein Čokić – Will Parker
- Demeter Bitenc – Dick Stone
- Nikša Stefanini – Bullock
- Heinz Lausch – Bullock (głos)
- lija Ivezić – Joaquin
- Branko Špoljar – Alan Bancroft
- Tomoslav Erak – Tangua
- Hrvoje Svob – Kleki-petra
- Curt Ackermann – narrator (głos)[2]

## Wersja polska
Opracowanie i udźwiękowienie wersji polskiej: Studio Opracowań Filmów w Warszawie

Reżyseria: Jerzy Twardowski

Teksty polskie:
- Krystyna Albrecht,
- Elżbieta Łopatniukowa

Operator dźwięku: Mariusz Kuczyński

Montaż: Henryka Meldner

Kierownik produkcji: Tadeusz Simiński

Wystąpili: 
- Henryk Czyż – Winnetou
- Mariusz Dmochowski – Old Shatterhand

## Produkcja
Zdjęcia kręcono w Chorwacji (skały Tulove Grede, kanion rzeki Zrmanja, wioska Rovanjska, jaskinia Modrič, Park Narodowy Krka).